# Italo-svizzeri
(Max Frisch, scrittore svizzero, 1965)
Gli italo-svizzeri sono gli italiani residenti in Svizzera e i loro discendenti. L'emigrazione italiana verso la Svizzera avvenne principalmente a partire dalla fine del XIX secolo.

## Terminologia
Gli italo-svizzeri non vanno confusi con gli svizzeri di lingua italiana, che sono invece gli abitanti autoctoni delle regioni svizzere di lingua italiana distribuite a sud delle Alpi, nel canton Ticino e nel canton Grigioni (più precisamente nelle valli della Mesolcina, Calanca, Poschiavo e Bregaglia e nell'ex comune di Bivio in Val Sursette).

## Storia

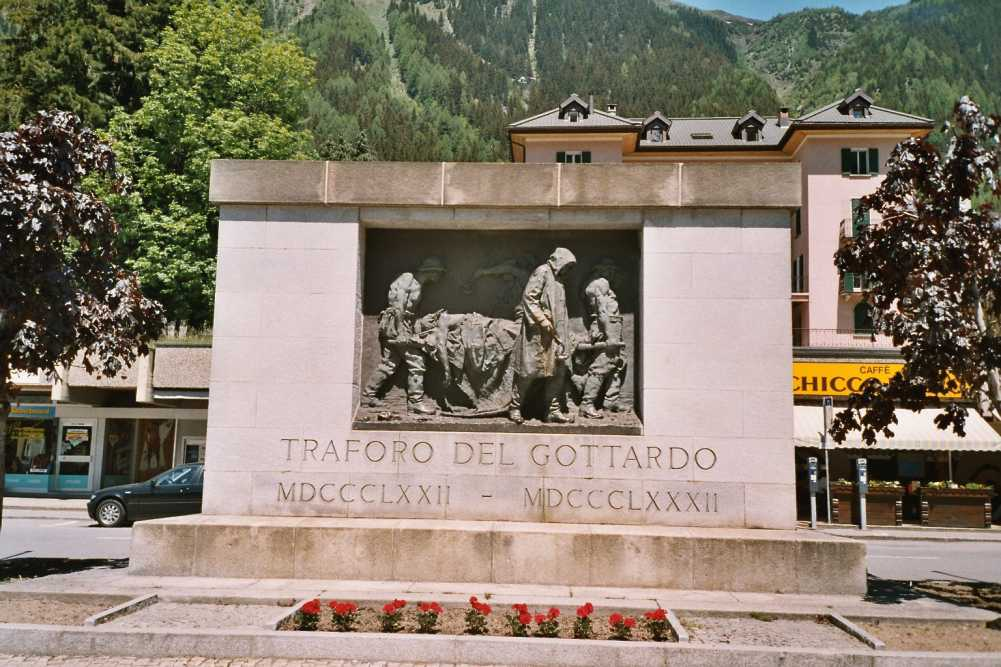
Monumento dello scultore ticinese Vincenzo Vela agli operai, in maggioranza italiani, caduti durante la costruzione della galleria del San Gottardo

La storia dell'emigrazione italiana in Svizzera cominciò nella prima metà del XIX secolo. La maggioranza degli emigranti proveniva inizialmente dal Nord Italia, soprattutto da Veneto, Friuli-Venezia Giulia e Lombardia. Nel 1860 si contavano 10000 italiani in Svizzera, nel 1900 erano 117059 e nel 1910 202809. I lavoratori italiani erano impiegati principalmente nella costruzione delle reti ferroviarie. Più di tre quarti provenivano dal Piemonte, dalla Lombardia e dal Veneto, mentre l'immigrazione dal centro-sud era esigua. Interessante sotto il profilo storico il percorso didattico e le rivisitazioni presenti all'interno del Museo dei trasporti di Lucerna che, presentato in italiano, pongono al centro la storia di alcuni lavoratori italiani giunti dalla Valtellina in Svizzera tra la fine del XIX e l'inizio del XX secolo, per lavorare alla costruzione della grandi gallerie del Gottardo e del Sempione in condizioni spesso rischiose e disumane, che portarono spesso a rivolte, come a quella del 5 settembre del 1875, che vide manifestare gli operai italiani per le disumane condizioni di lavoro nel Gottardo, e che fu soppressa nel sangue dall'esercito svizzero che aprì il fuoco su una massa di operai inermi uccidendone quattro.
Negli anni 1930 vi fu anche una piccola emigrazione di intellettuali e politici antifascisti, che diedero vita alle cosiddette "Colonie libere italiane". La seconda guerra mondiale arrestò l'emigrazione momentaneamente, ma nel 1945 essa riprese incrementata dalla distruzione bellica dell'economia italiana. Alla fine degli anni 1950 si esaurì l'emigrazione dal centro-nord italiano, per via del miracolo economico italiano, mentre si incrementò quella dal Mezzogiorno. L'importanza dell'emigrazione italiana in Svizzera la si deduce anche dal fatto che vi furono oltre sette milioni di partenze di emigranti italiani dall'Italia per l'estero tra il 1945 e il 1976, e ben due milioni furono quelli che si stabilirono in Svizzera. Quasi il 70% degli Italiani, che emigrò nella Confederazione dopo la seconda guerra mondiale, si stabilì nei cantoni di lingua tedesca.
La popolazione italiana salì costantemente fino al 1975. Gli italiani costituivano oltre due terzi dell'intera popolazione straniera residente in Svizzera. Nel 1975 si raggiunse il punto più alto e vennero registrati 573085 italiani. 10 agosto 1964 la Svizzera e l’Italia avevano concluso un accordo sull'emigrazione di lavoratori italiani in Svizzera, accordo che regolava l'assunzione, le condizioni di soggiorno e di lavoro e in particolare il diritto al ricongiungimento familiare e la parità di trattamento con i lavoratori svizzeri per quanto riguardava il salario, la protezione dei lavoratori, la prevenzione degli infortuni, la profilassi sanitaria e le condizioni di alloggio. Questo arrivo in massa di lavoratori, di fatto richiesti da un'economia svizzera in pieno fermento, non mancò di suscitare ondate xenofobe da parte della popolazione locale e iniziative politiche da parte dei partiti nazionalisti, come l'Azione Nazionale contro l'inforestierimento del popolo e della patria del 1961, per ridurre il numero di stranieri, in particolare italiani, nel Paese. Uno dei pochi intellettuali svizzeri a condividere il patto tra i due Paesi fu lo scrittore Max Frisch, il quale criticò aspramente la ristrettezza di vedute di una buona parte dei suoi connazionali, e in questa occasione scrisse una delle sue frasi più famose: "Una piccola nazione dominatrice si vede in pericolo: si è richiesta manodopera e sono arrivate persone. Non distruggono il benessere, al contrario, sono essenziali per il benessere". In questo contesto, nel 1970 fece tremare l'economia svizzera l'Iniziativa Schwarzenbach, che prevedeva un tetto del 10% per la popolazione straniera, che fu bocciata con il 54% di voti contrari il 7 giugno dello stesso anno. Molti dei migranti italiani negli anni 1960 e nei primi anni 1970 furono lavoratori stagionali, il cui permesso di soggiorno era limitato a nove mesi e rinnovabile all'occorrenza, occupati principalmente nel settore edile, manifatturiero e alberghiero. Soltanto dopo anni e a determinate condizioni i lavoratori stranieri ricevettero il permesso al ricongiungimento familiare. A seguito di questo grande flusso di lavoratori italiani, nel 1964 l'attuale televisione di Stato svizzera SRG SSR idée suisse, con in testa la Televisione della Svizzera Italiana (TSI) in coproduzione con la RAI, mandò in onda la trasmissione settimanale Un'ora per voi, dedicata agli italiani in Svizzera.
La proporzione di stranieri in Svizzera, che nel 1960 aveva superato il 10% della popolazione, toccò il 17,2% nel 1970 con oltre un milione d'individui, il 54% dei quali italiani. Nel 2000, contando i naturalizzati con doppia cittadinanza, gli italiani in Svizzera superavano le 527000 unità. Nel 2007 gli stranieri in Svizzera rappresentavano il 23% della popolazione e la comunità italiana era ancora quella più numerosa (il 18,9% della popolazione straniera). L'Anagrafe ufficiale del Ministero dell'Interno italiano attestava come nel 2007 vivessero 500565 italiani in Svizzera con diritto di voto, quindi maggiorenni iscritti all'AIRE e 261180 nuclei familiari.
Nel 2017 l'Ufficio federale di statistica della Confederazione contava 317300 residenti italiani, tuttora la comunità più numerosa che rappresenta il 14,9% della popolazione straniera a cui vanno ad aggiungersi i 225889 cittadini naturalizzati con doppia cittadinanza, per un totale di 543189 italiani. Da questi numeri si può dedurre da una parte l'importanza che ricopre ancora oggi la comunità italo-svizzera nella Confederazione, dall'altra l'importanza della Svizzera quale paese di emigrazione per gli Italiani.
Recentemente si è fatta consistente l'emigrazione in Svizzera di imprenditori italiani. Il flusso, molto modesto negli anni passati (ma iniziato negli anni 1960) si è irrobustito. La figura più conosciuta è quella di Ernesto Bertarelli, figlio dell'imprenditore Fabio Bertarelli che nel 1977 trasferì l'impresa di famiglia Serono da Roma a Ginevra. A partire dagli anni novanta si è accentuato il trasferimento di imprenditori italiani in Svizzera, soprattutto nel canton Ticino e Grigioni (favorita dalla vicinanza geografica, dalla comune lingua italiana a dalle politiche di marketing territoriale). Le ragioni di questi trasferimenti sono principalmente: la burocrazia svizzera più snella, il carico fiscale più modesto, migliori infrastrutture e la presenza di parchi tecnologici.
Un altro aspetto non prettamente connesso con l'emigrazione, ma legato al mondo del lavoro tra Italia e Svizzera è quello del frontalierato, ovvero cittadini italiani residenti in Italia che si recano quotidianamente al lavoro nei cantoni di confine, per poi tornare a casa. Particolarmente attiva la presenza di lavoratori frontalieri italiani nel canton Ticino, con oltre 58000 presenze giornaliere che rappresentano più del 22% della locale forza lavoro.
Con la grande recessione, a partire dal 2010 riprese il flusso migratorio di italiani verso la Svizzera: nel 2015 furono 18900. Questo rinnovato flusso migratorio portò gli italiani ad essere il primo gruppo straniero in Svizzera, superando i cittadini tedeschi che negli anni 2000 avevano raggiunto il primato. Oggi la tipologia dell'emigrante italiano è più eterogenea rispetto al passato, quando occupavano prevalentemente posti nell'edilizia, ristorazione e nell'industria manuale. Oggi, oltre alle categoria di lavoratori medi e artigiani qualificati, una percentuale d'italiani che giungono in Svizzera sono laureati e occupano posti di responsabilità in istituti scientifici e culturali, come ad esempio la fisica Fabiola Gianotti, direttrice generale del CERN di Ginevra.

## Distribuzione
In canton Ticino, che per vicinanza, lingua e cultura si presta particolarmente ad accogliere lavoratori italiani in ogni ambito professionale, nel 2017 il 17,1% della popolazione residente possedeva la sola cittadinanza italiana, il che corrisponde a 60523 persone su una popolazione globale di 353709 abitanti e 98587 stranieri residenti, gli italiani in canton Ticino rappresentavano quindi oltre il 61% degli stranieri residenti, senza contare gli italo-svizzeri con doppia cittadinanza, non contemplati in questa statistica.

## Cultura

### Lingue

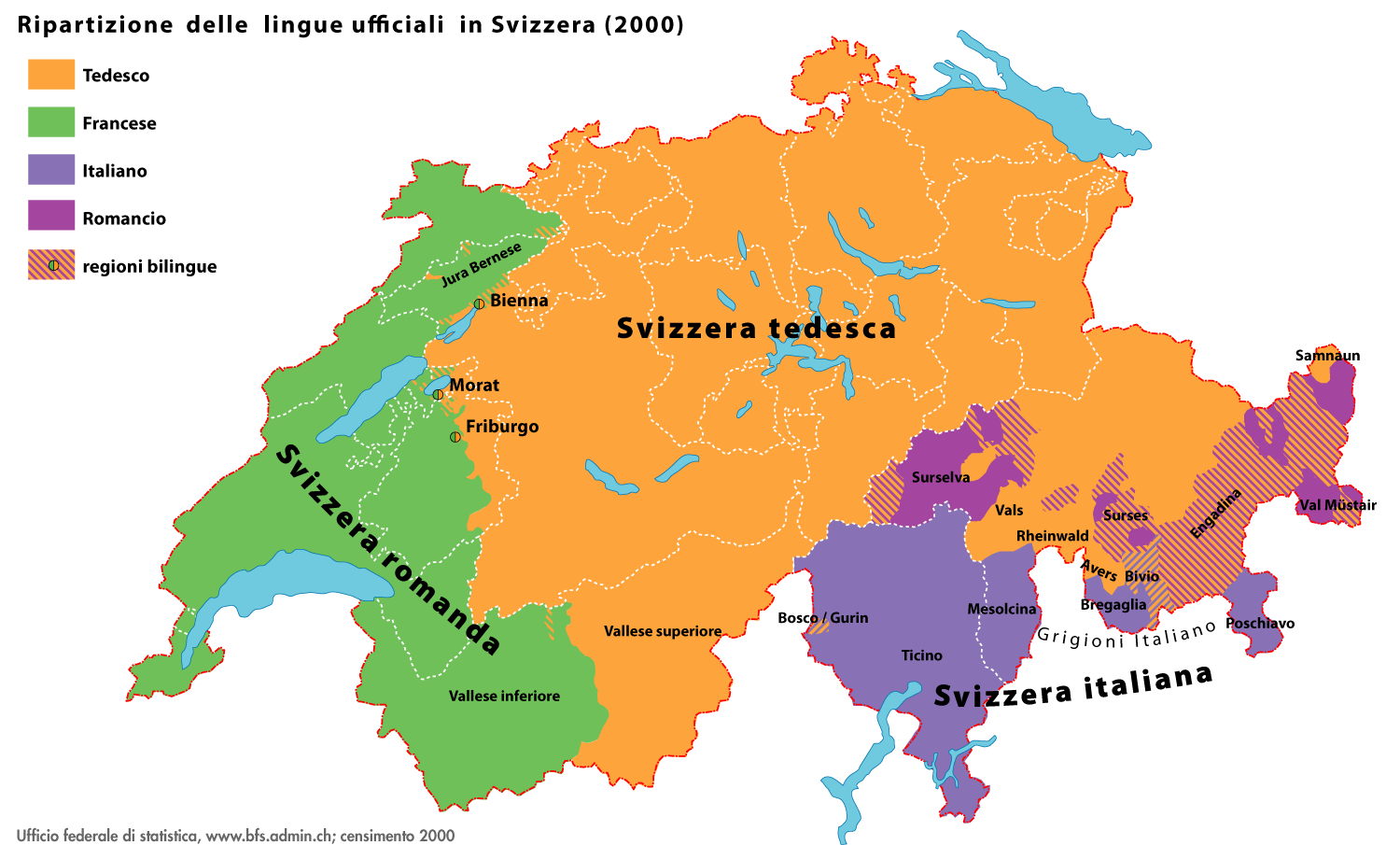
Gli italo-svizzeri sono presenti in tutto il territorio elvetico e si concentrano particolarmente nelle aree urbane del Paese. Gli svizzeri italiani sono invece gli autoctoni della Svizzera italiana

In Svizzera la lingua italiana è lingua nazionale e riconosciuta come lingua ufficiale della Confederazione, insieme al tedesco, al francese e al romancio. L'italiano viene parlato come lingua autoctona nella Svizzera italiana. Nonostante l'Italiano sia parte integrante del tessuto culturale e linguistico svizzero, fuori dalla Svizzera italiana la sua importanza e l'uso nella collettività vanno decrescendo. La causa principale è da ricercarsi nell'integrazione dei figli d'italiani emigrati di seconda e terza generazione, che (come dimostrato nel censimento del 2000) parlano quasi esclusivamente la lingua d'adozione, il tedesco o il francese. Se da una parte ciò rappresenta un merito alla politica svizzera d'integrazione, dall'altra si è forse persa l'occasione, per la minoranza italofona, d'accrescere l'impatto culturale della lingua italiana nella Svizzera tedesca e romanda.
Un'altra causa della perdita di terreno della lingua italiana in Svizzera e, più in generale nel mondo, è lo scarso sostegno che la essa riceve dallo Stato italiano fuori dall'Italia. Il British Council, a titolo di paragone, riceve dallo Stato britannico, per curare e promuovere l'uso della lingua inglese, circa 220 milioni di euro, il Goethe-Institut dallo Stato tedesco riceve 218 milioni di euro, l'Instituto Cervantes, per promuovere l'uso dello spagnolo riceve dallo Stato spagnolo 90 milioni di euro, l'Alliance Française riceve quasi 11 milioni dallo Stato francese (cui vanno aggiunti 89,2 milioni di euro destinati all'Organizzazione Internazionale della Francofonia), mentre la Società Dante Alighieri, per promuovere e curare l'utilizzo dell'italiano fuori dall'Italia, riceveva 1,2 milioni di euro, dimezzati nel 2010 a 600000 euro a causa dei risparmi decisi da Roma. (circa un quinto di quanto spende il solo Canton Ticino per salvaguardare il dialetto ticinese e l'italianità in Svizzera
La comunità italo-svizzera ha aperto numerose scuole nelle principali città del Paese (finanziate in parte dagli stessi immigrati, in parte dalle autorità federali). Due scuole elementari, una scuola media e un liceo a Basilea; una scuola elementare, una scuola media e un liceo a Losanna; una scuola media e un liceo a Zugo; una scuola elementare, una scuola media, un liceo artistico e una scuola superiore a Zurigo; una scuola elementare, una scuola media e tre licei tecnici a San Gallo. Vengono inoltre considerate "scuole italiane" anche l'Istituto elvetico (scuola media e liceo, gestiti dai Salesiani) di Lugano e il Liceo L. Da Vinci di Lugano, in quanto seguono un programma di studio più simile a quello italiano che a quello ticinese.

### Integrazione e il rientro dei pensionati
Una convenzione tra Svizzera e Italia, ha permesso agli italiani residenti in Svizzera e che hanno fatto richiesta di acquisire la cittadinanza elvetica, di mantenere la cittadinanza italiana, acquisendo la doppia cittadinanza; questo ha comportato una crescita delle richieste di naturalizzazione, permettendo loro di godere dei diritti civici in entrambe le nazioni ed accelerando così il processo d'integrazione e la partecipazione attiva alla vita politica Svizzera. Secondo l'ufficio di statistica della Confederazione, nel 2017 gli italo-Svizzeri con la doppia cittadinanza erano, con oltre 225.000 individui, i più numerosi tra i naturalizzati che decidono di mantenere la cittadinanza d'origine.
I figli dell'emigrazione in Svizzera, iniziata nel dopo guerra fino ai primi 1980, difficilmente decidono di rientrare in patria, al contrario dei loro genitori che a volte riprendono la via del ritorno quando raggiungono l'età della pensione.  La questione del rientro, con l'invecchiamento della popolazione degli emigranti, ha comportato a partire dagli anni 1990 il confronto con nuove problematiche sociali: in molti infatti decidono di restare in Svizzera per stare accanto ai propri figli e nipoti, altri decidono di tornare nel Paese d'origine, dove spesso hanno costruito la casa del tanto agognato rientro. Coloro che hanno deciso di rientrare, possono ritrovarsi "emigranti" per una seconda volta, quando si rendono conto che le abitudini della loro infanzia e le amicizie di un tempo non ci sono più, in un'Italia che è certamente cambiata. In funzione di questi rientri, in quei paesi del Mezzogiorno d'Italia dove l'emigrazione ha costituito per decenni un vero tratto distintivo, culturale e di crescita economica, sono nate una serie di associazioni costituite e gestite da ex emigranti, che fanno da corollario a svariate manifestazioni e feste che ripropongono il tema da un profilo storico e sociale.

### Pubblicazioni degli Italo-svizzeri
- Il Giornalino, trimestrale (Briga, 1988), editore Colonia Italiana di Briga, direttore Cinzia Viscomi Minniti.
- Comunità, mensile (San Gallo, dal 1975), editore e direttore padre Emilio Bernardini (Missione Cattolica Italiana di San Gallo).
- Corriere degli Italiani (Lucerna).
- Insieme di Affoltern, bimestrale (Affoltern am Albis, 1982), editore Missione Cattolica Italiana di Affoltern, direttore don Albino Michelin.
- Presenza Italiana, bimestrale della MCL di Ginevra (Ginevra, 1972), editore e direttore Luciano Cocco (Padri Scalabriniani).
- La Rivista, mensile (Zurigo, 1909), editore Andrea G. Lotti (Camera di Commercio Italiana per la Svizzera), direttore Giangi Cretti.
- Il Dialogo, bimestrale (Lugano, 1990), editore ACLI Svizzera (Associazioni cristiane lavoratori italiani), direttore Luigi Zanolli.
- L'Eco-Tele7, settimanale (Basilea, 1966) editore ITALINFO, redattore capo Stefano Materia.
- Tuttoitalia, portale online - Il media italiano in Svizzera (Zurigo, 2003) editore Tuttoitalia.ch, direttore Cirano Tondi

### Film sull'emigrazione italiana in Svizzera
- Lo stagionale 1972 di Alvaro Bizzarri
- Siamo italiani 1964 di Alexander J. Seiler
- Il treno rosso di Peter Ammann, CH 1972
- Pane e cioccolata (1973), di Franco Brusati, con l'interpretazione di Nino Manfredi
- Emigration di Nino Jacusso, CH 1978
- I fabbricasvizzeri (1978) di Rolf Lyssy: film satirico sull'integrazione forzata, con l'interpretazione di Claudio Caramaschi
- Ritorno a casa di Nino Jacusso, CH 1980
- Azzurro (2000), regia di Denis Rabaglia con Paolo Villaggio
- Vento di settembre (2002), di Alexander J. Seiler
- Cara moglie (2006) Regia di Silvano Console, le lettere inviate dagli emigranti alle proprie famiglie.
- Il resto di una storia-The rest of a story (2007) di Antonio Prata, Docu/Diario in cui si rivisita Zurigo, città da cui si fuggiva per sconfiggere la dipendenza dall'eroina. Torino Film Festival 2007 Menzione speciale, Doclisboa 2008 Internat.Best short film,
- Terradentro-Earthinside (2013) film-documentario di Antonio Prata. Lo spaesamento emotivo e la ricerca di un luogo dove mettere radici, tra due terre distrutte. L'Abruzzo, terra d'origine dell'autore, sconvolto dal terremoto che ha cancellato i ricordi e sradicato un'identità che ora si rivela illusoria e la Svizzera, stravolta da una distruzione-ricostruzione programmata, che cancella anche le tracce del suo passato e sembra indolore, nell'apparente indifferenza delle persone. Selezionato al Torino Film Festival del 2013.
- Non ho l'età - il ritornello che ha commosso una generazione di emigranti, documentario di Olmo Cerri, CH 2017

### Opere teatrali
- Italiani cìncali - parte prima: minatori in Belgio Di Mario Perrotta scritto insieme a Nicola Bonazzi pubblicato su Hystrio - trimestrale di teatro e spettacolo, n.2 anno 2008
- La turnàta - Italiani cìncali parte seconda Di Mario Perrotta scritto insieme a Nicola Bonazzi